# Лукреція Гарфілд
Лукреція Гарфілд (до шлюбу Рудольф; 19 квітня 1832, Гарретсвілл, Огайо — 13 березня 1918) — перша леді США з березня по вересень 1881, у шлюбі з Джеймсом Гарфілдом, 20-м президентом США.
Високоосвічена й інтелектуально допитлива, Лукреція Гарфілд була добре налаштована на внутрішні махінації Республіканської партії, що виявилося дуже корисним для політичної кар’єри її чоловіка. Під час її короткого перебування в Білому домі її поважали. Два з половиною місяці після замаху на вбивство її чоловіка Гарфілд залишалася біля його ліжка і викликала велику симпатію громадськості. Більшу частину свого життя вона провела, зберігаючи документи свого чоловіка та інші матеріали, створюючи фактично першу президентську бібліотеку.

## Ранні роки та освіта
Народилася в Гарретсвіллі, штат Огайо, дочка Зебулона Рудольфа, фермера і співзасновника Інституту еклектики Western Reserve (нині Hiram College) в Хайрамі, і Арабелли Мейсон Рудольф. Лукреція «Крітська» Рудольф була побожною членкинею Церков Христа. Її походження включає німецьку, валлійську, англійську та ірландську кров; прапрадід Лукреції Гарфілд по батьковій лінії іммігрував до Пенсільванії (у частині, яка нині є Делавером) з Вюртемберга, Німеччина.
Після відвідування семінарії Ґоґа, Лукреція відвідувала Інститут Еклектики. Інститут вірив у освіту жінки і завдяки цьому Лукреція стала освіченою жінкою свого часу. Вона вивчила всю класику і навчилася говорити грецькою, латинською, французькою та німецькою. Крім того, вивчала природничі науки, біологію, математику, історію та філософію. Вона закінчила Hiram College (відомий як Western Reserve Eclectic Institute на час її відвідування), а потім стала викладачкою.

## Шлюб

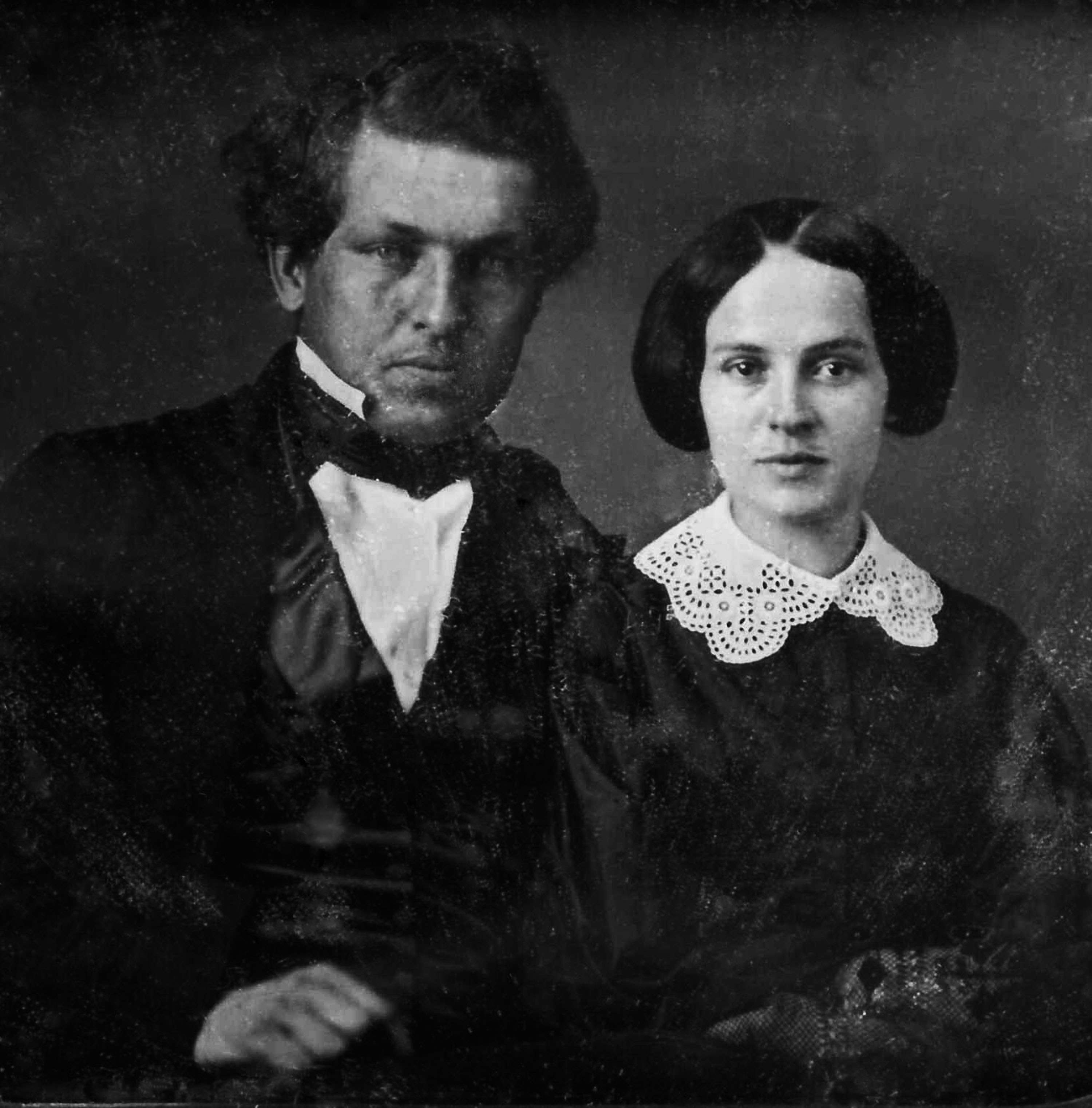
Фото Джеймса Гарфілда та Лукреції Рудольф, зроблене приблизно під час їх заручин

Вперше зустріла Джеймса Гарфілда в 1849 році, коли навчалася в коледжі Хайрама, де Джеймс був її вчителем у Честері, штат Огайо. Потім він пішов до коледжу Вільямса, а вона залишилася, щоб почати викладати в Клівленді, штат Огайо, і Браяні, штат Огайо. Після цього вони почали листуватися і невдовзі заручилися. Гарфілда приваблював її гострий інтелект і потяг до знань. Лукреція продовжувала навчатися й навчати, твердо налаштована мати на що підступитися, якщо колись виявиться неодруженою. Вона не хотіла залежати від батька, що мав її утримувати, тому вона сама заробляла на себе.
Парі було по 26 років, коли після довгих залицянь вони одружилися 11 листопада 1858 року в будинку батьків нареченої в Хірамі. Хоча обидва були членами церков Христа, весілля проводив Генрі Хічкок, пресвітеріанський служитель. Молодята не поїхали в медовий місяць, а натомість відразу влаштували прибирання в Хірамі.
Служба чоловіка в союзній армії з 1861 по 1863 рр. розлучила їх. Але після його першої зими у Вашингтоні, будучи першокурсником, сім'я залишилася разом. Маючи будинок у столиці, а також будинок (Лонфілд) у Менторі, штат Огайо, вони насолоджувалися щасливим домашнім життям.

У Вашингтоні, округ Колумбія, вони мали спільні інтелектуальні інтереси з близькими друзями. Гарфілд ходила з чоловіком на збори місцевої літературної товариства. Вони разом читали, спілкувалися, обідали і подорожували в компанії, поки до 1880 року не стали настільки майже нерозлучними, наскільки дозволяла його кар’єра.

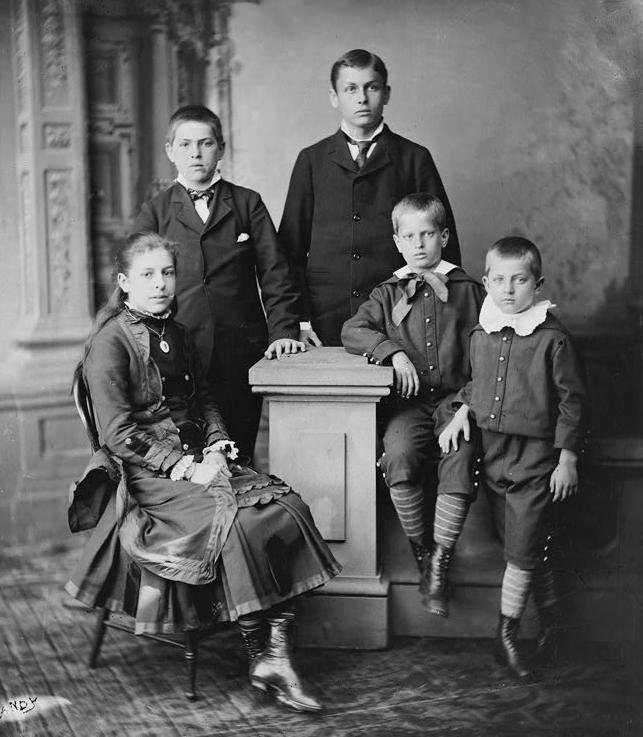
Діти Гарфілдів

У шлюбі Лукреція народила семеро дітей. Перша і остання дитина померли в ранньому дитинстві: Еліза Арабелла «Трот» Гарфілд (1860–1863) та Едвард Гарфілд (1874–1876). Чотири сини і дочка дожили до повноліття:
- Гаррі Огастус Гарфілд (1863–1942) – юрист, педагог, державний службовець.
- Джеймс Рудольф Гарфілд (1865–1950) – юрист, державний службовець.
- Мері «Моллі» Гарфілд Браун[10] (1867–1947). Отримавши освіту в приватних школах у Клівленді та Коннектикуті, в 1888 році стала дружиною Джозефа Стенлі Брауна[10], секретаря президента під час терміну Гарфілда, пізніше інвестиційного банкіра. Жила в Нью-Йорку та Пасадені, Каліфорнія.
- Ірвін Макдауелл Гарфілд (1870–1951) – юрист. Він пішов за своїми старшими братами до коледжу Вільямса та юридичного факультету Колумбії. Він оселився в Бостоні, де процвітав як партнер у фірмі Warren & Garfield і входив до рад директорів кількох корпорацій.
- Абрам Гарфілд (1872–1958) – архітектор. Випускник коледжу Вільямса та Массачусетського технологічного інституту, він оселився в Клівленді, де працював архітектором у офісі Джеймса А. Гарфілда. Він був головою Комісії з планування Клівленда в 1929–1942 роках і був активним членом Американського інституту архітекторів.

## Перша леді США

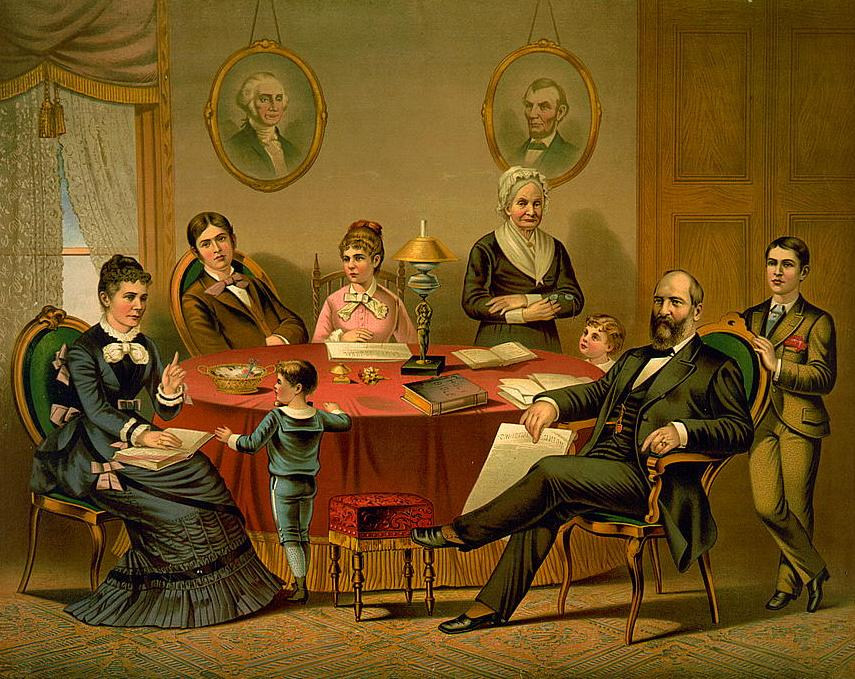
Сім'я Гарфілдів, літографія Е. П. і Л. Рестайна

Обрання Джеймса Гарфілда на пост президента привело родину в 1881 році до Білого дому. Хоча Лукреція Гарфілд не особливо цікавилася суспільними обов’язками першої леді, вона була глибоко сумлінною, а її непідробна гостинність робила її вечері та прийоми двічі на тиждень приємними.
Окрім організації обідів та прийомів, Гарфілд порадила чоловікові, кого обрати на посаду офіцерів кабінету, і її вибір на посаду держсекретаря Джеймса Блейна виявився вдалим. Її записи в щоденнику показують, що вона не тільки розуміла наслідки кожного призначення для конкуруючих фракцій у Республіканській партії, але й ретельно розрахувала їх наслідки. Її попередня освіта прищепила їй інтерес до історії, і вона почала будувати плани зробити історичний Білий дім культурним центром округу Колумбія.
Лукреція Гарфілд пішла до Бібліотеки Конгресу, щоб дослідити історію Білого дому. Її наміром було не відновити Білий дім, а «[принести] відчуття історії». Вона відчуває, ніби в Білому домі є привиди через всю історію, яку він бачив за 80 років, що він стояв. «Вона справді мала відчуття історії та історії будинку». На жаль, вона захворіла на малярію, і на той час, коли вона видужала, чоловіка було убито.
Вона все ще одужувала в Елбероні, приморському курорті в Нью-Джерсі, коли в її чоловіка вистрелив Чарльз Гіто 2 липня 1881 року на залізничному вокзалі у Вашингтоні. Президент планував того ж дня сісти на поїзд на північ до Нью-Джерсі, щоб зустріти дружину, перш ніж продовжити роботу в своєму колишньому коледжі в Массачусетсі. Перша леді спішно повернулася до Вашингтона спеціальним поїздом — «слабка, втомлена, відчайдушна», — повідомив очевидець у Білому домі, «але тверда, тиха й сповнена мети врятувати». Коли її потяг їхам на південь, він мчав так швидко, що двигун зламав поршень у Боуї, штат Меріленд, і ледь не зійшов з рейок. Лукреція Гарфілд була скинута з місця, але не постраждала. Після тривожної затримки вона дійшла до Білого дому й одразу підійшла до ліжка чоловіка.
Однією із лікарів, найнятих для догляду за президентом Гарфілдом, була докторка Сьюзен Едсон. Однак їй заплатили половину суми, яку платили чоловікам. Почувши про цю різницю в оплаті, Гарфілд написала листа, в якому висловила обурення, використавши слово «дискримінація», щоб висловити свій гнів. Тоді докторка Едсон отримала таку ж суму, як і чоловіки.
За три місяці, що президент боровся за своє життя, її горе та відданість завоювали повагу та симпатію країни. У ніч смерті Гарфілда, за словами доктора Вілларда Блісса, вона вигукнула: «О, чому я змушена терпіти це жорстоко зло?». Після його смерті та похорону родина загиблого повернулася додому на свою ферму в північній частині Огайо. Ще 36 років вона вела суворо приватне, але насичене і комфортне життя, активно зберігаючи записи про кар’єру свого чоловіка. Вона створила крило дому, яке стало президентською бібліотекою його паперів.

## Пізні роки та смерть
Лукреція Гарфілд комфортно жила за рахунок трастового фонду в 350 000 доларів, зібраного для неї та дітей Гарфілда фінансистом Сайрусом В. Філдом. Вона проводила зиму в Південній Пасадені, штат Каліфорнія, де побудувала будинок, який проєктувала разом зі знаменитими архітекторами Гріном і Гріном, з якими була в далеких родинних зв'язках. 
Хоча вона ніколи не підтримала виборче право для жінок, її дочка стверджує, що мати вірила в рівні права жінок. Вона відвідувала заходи, які проводив Теодор Рузвельт на його підтримку.
Коли США вступили в Першу світову війну, Лукреція Гарфілд стала волонтеркою Червоного Хреста. 
Померла у своєму будинку в Південній Пасадені 14 березня 1918 року у віці 85 років. Її скриньку поставили над землею біля труни її чоловіка в склепі нижнього рівня меморіалу Джеймса А. Гарфілда на кладовищі Лейк-В’ю в Клівленді, штат Огайо.

## Зовнішні посилання
Вікісховище має мультимедійні дані за темою: Лукреція Гарфілд
- Лукреція Гарфілд на сайті Find a Grave (англ.)
- Оригінальний текст на основі біографії Білого дому [Архівовано 3 березня 2016 у Wayback Machine.]
- Лукреція Гарфілд [Архівовано 1 червня 2022 у Wayback Machine.] на C-SPAN Перші леді: вплив та імідж